# Charles Enderlin
Charles Enderlin (* 1945 in Paris) ist ein französisch-israelischer Journalist, der von 1981 bis 2015 für den staatlichen französischen Fernsehsender France 2 (früher Antenne 2) als Auslandskorrespondent tätig war.

## Leben
Nach der Scheidung seiner jüdischen Eltern wuchsen seine Schwester und er bei der Mutter und deren 1938 nach dem Anschluss Österreichs geflohenen Eltern in Metz auf. Während der Studentenunruhen des Mai 1968 trat er als Mitglied des Streikkomitees der medizinischen Fakultät der Universität Nancy in Erscheinung. Im Dezember 1968 ging er in einen Kibbuz und nahm die israelische Staatsbürgerschaft an.
1971 begann er für das israelische Staatsradio Kol Israel zu arbeiten. Ab 1973 war er gleichzeitig für Radio Monte Carlo tätig. 1981 wurde er Jerusalemkorrespondent von Antenne 2. Er ist Vizepräsident der Vereinigung der Auslandskorrespondenten in Jerusalem.
Sein wichtigstes Werk ist eine vierstündige Dokumentation über die israelisch-palästinensischen Friedensverhandlungen bis zu Camp David II. Er hatte direkten Zugang zu den meisten Akteuren beider Seiten, konnte sie bei Besprechungen filmen und immer wieder befragen. Das Material wurde erst nach der Abwahl Ehud Baraks veröffentlicht. Seine Artikel erscheinen regelmäßig in der Zeitung Le Monde diplomatique.
2016 konstatierte Enderlin einen Kampf der Kulturen in Israel.

## Bücher und DVD
- Shamir : une biographie, Paris: Olivier Orban, 1991, ISBN 2855655242
- Paix ou guerres : les secrets des négociations israélo-arabes, 1917–1995, Paris: Stock, 1997, ISBN 2234044480
- Le Rêve brisé : histoire de l’échec du processus de paix au Proche-Orient, 1995–2002, Paris: Fayard, 2002, ISBN 2213610266
- Le Rêve brisé : histoire de l’échec du processus de paix au Proche-Orient, 1995–2002, DVD, Paris: France Télévisions 2003
- Les Années perdues : Intifada et guerres au Proche-Orient, 2001–2006, Paris: Fayard, 2006, ISBN 2213621500
- Par le feu et le sang : Le combat clandestin pour l’Indépendance d’Israël, 1936–1948, Paris: Albin Michel, 2008
- Le Grand Aveuglement : Israël et l’irrésistible ascension de l'islam radical, Paris: Albin Michel, 2009
- Un enfant est mort : Netzarim, 30 septembre 2000, Paris: Don Quichotte, 2010
- Au nom du Temple : Israël et l’irrésistible acscension du messianisme juif, 1967–2013, Paris: Seuil, 2013
- Les Juifs de France entre république et sionisme, Paris: Seuil, 2020, ISBN 9782021211658[2]
- De notre correspondant à Jérusalem : Le journalisme comme identité, Paris: Don Quichotte/Seuil, 2021
- Israël. L’agonie d’une démocratie, Paris: Seuil, 2023, ISBN 9782021539158.